# Шаумян, Степанос
Степанос Шаумян (ок. 1702, село Ванк, Сюник — 1782, Венеция, Венецанская республика) — деятель армянского освободительного движения в Сюнике.

## Биография

### Сюникское восстание против Персии
В 1722 году от имени сюникских меликов и помещиков, которые участвовали в восстании, для освобождения Зангезура и установления связи с грузинскими освободительными силами в Тбилиси была отправлена небольшая делегация во главе с Степаносом Шаумяном (1702 - 1782) на переговоры с грузинским князем Шахнавазом. По его просьбе царь Картли-Кахети Вахтанг VI отправил в 1722 году в Сюник отряд из 30 своих полководцев армянского происхождения. В конце 1722 года в регион прибывает запрошенный отряд во главе с Давидом Беком, который становится главнокомандующим армянской армией и лицом освободительной борьбы армян против персидского ига.

### После событий в Сюнике
После подавления сюникского восстания армян Степанос Шаумян в 1730 году поселился в Ливорно, в 1733 году переехал в Венецию, где занимался торговлей в основанном в 1650 году его дядей Восканом Шаумяном торговом доме «Шаумян».
Степанос очень сблизился с Мхитаром Себастаци и монахами-мхитаристами, которым он рассказал о событиях в Сюнике, что задокументировал Гукас Себастаци в 1736-1737 годах.

## Труды на основе воспоминаний
Известны два издания версии рассказа Шаумяна (краткое и обширное). Вторая обогащена новыми подробностями, которые Гукас Себастаци позже почерпнул из рассказов других очевидцев. Обширная версия была использована в качестве источника Микаэлом Чамчяном в 3-м томе его «Истории Армении». По той же версии А. Гюламирян сделал первое издание произведения в Вагаршапате («Избранная историография Давид Бека…», 1871 ). Она была опубликована во второй раз в Венеции под названием «Давид Бек, или история капанцев» в 1978 году (краткая и обширная версии с предисловием и примечаниями) стараниями С. Арамяна. Произведение также было опубликовано на французском языке в переводе М. Броуза в 1875 г.
Труд по рассказам Шаумяна является ценным источником по истории освободительных движений Сюника в 1722-1730 гг . Подробно описываются героическая борьба армянского народа против иноземного господства, усилия Давид Бека по освобождению Капана от врага, установлению там независимого армянского государства, деятельность Мхитара Спарапета. Труд написан на классическом грабаре (староармянский язык).
На основе работы Гукаса Себастаци Раффи написал исторический роман «Давид Бек», Серо Ханзадян — роман «Мхитар Спарапет», а Армен Тигранян создал оперу "Давид Бек" .